# 小行星3392
小行星3392（英語：3392 Setouchi）是一颗围绕太阳公转的小行星。1979年12月17日，香西洋樹、G. Sasaki在木曾町发现了此天体。
这颗小行星的绝对星等为239.9816684731745等。